# Nacimiento de San Juan Bautista (Artemisia Gentileschi)
El Nacimiento de San Juan Bautista es una pintura de gran formato, ejecutada por Artemisia Gentileschi en 1635. Pertenece a un ciclo de cuadros sobre San Juan Bautista encargado por el conde de Monterrey, virrey de Nápoles, para el Palacio del Buen Retiro de Madrid. El resto de los cuadros fue pintado por Massimo Stanzione. Todo el conjunto se guarda en el Museo del Prado.
Como indica su título, se representa el nacimiento de Juan el Bautista. En el centro a la derecha hay tres mujeres aseando al recién nacido. Detrás de ellas, otra, en pie, porta una palangana con agua. En la parte izquierda, sumida en la oscuridad, se ve a un anciano en primer plano escribiendo, Zacarías, el padre del niño, que había quedado mudo por haber dudado de la palabra del ángel, y a la parturienta, Isabel, detrás, con otra figura a su lado. En el lado opuesto a la derecha, se ve una arquitectura que permite ver un paisaje al fondo. El contraste entre luces y sombras, típico del caravagismo le sirve a la pintora para representar una visión íntima. En este cuadro la luz de concentra en el bebé, e irradia a las mujeres que lo rodean, siendo sombrío el resto de la composición.
La obra de Artemisia destaca por su ambientación interior, al gusto del naturalismo, de tal modo que es una escena de sabor cotidiano. Algunos expertos, como Roberto Longhi, la consideran el más cuidado estudio de interior de todo el siglo XVII en Italia.
Existe también un gran realismo en la representación de los rostros de las mujeres.